# Helius (Helius) capensis
Helius (Helius) capensis is een tweevleugelige uit de familie steltmuggen (Limoniidae). De soort komt voor in het Afrotropisch gebied.